# Arne Larsen (botaniker)
 Der er flere personer med dette navn, se Arne Larsen.
Arne Koefoed Larsen (12. juni 1902 – 12. december 1979) var lektor og en kendt amatørbotaniker.
- Larsen, A. (1955) Bornholms flora. Botanisk Tidsskrift 52: 189-316.